# Antoni Esteper i Cros
Antoni Esteper i Cros (Barcelona, 1766 — 1821) va ser un predicador dominicà i historiador català. Fou rector del Col·legi de Sant Vicenç i Sant Pau de Barcelonam prior del convent de Girona (1818) i membre de l'Acadèmia de Bones Lletres de Barcelona (1797). Va publicar opuscles de temàtica política (El holocausto del patriotismo, Barcelona instruida en sus lamentos, Verdadero modo de la libertad de Barcelona) i diversos sermons.